# Данциг, Алекс
Алекс Данциг (ивр. אלכס דנציג‎; 21 июля 1948, Варшава, Польша — 2024, в плену в секторе Газа) — израильский историк польского происхождения, сотрудник Института Яд ва-Шем, активист еврейско-польских отношений, фермер. Данциг был членом кибуца Нир-Оз и был похищен террористами ХАМАСа в сектор Газа во время резни в Нир-Озе в 2023 году, а затем убит в плену. Его тело не отдали родным, но впоследствии оно было найдено израильтянами в туннеле в Хан-Юнисе.

## Биография
Алекс Данциг родился в Варшаве, Польша, 21 июля 1948 года у родителей, переживших Холокост. Он был вторым ребёнком Нины (Нихи) и Марцина (Мордехая) Данцига. Его отец был юристом, а мать — историком. Родители Данцига приехали из Варшавы, во время Второй мировой войны жили под немецкой оккупацией в Восточных кресах, скрываясь под вымышленной фамилией Данецких. Большая часть семьи его отца погибла во время Холокоста. Его отец, Марцин Данциг, был военным судьей в Польской Народной Республике.
В 1957 году он и его семья иммигрировали в Израиль, где он присоединился к молодёжной организации лейбористского сионизма «Хашомер Хацаир», служил в Армии обороны Израиля (ЦАХАЛ), в том числе во время нескольких войн, и получил степень по истории. Он создал семью в кибуце Нир-Оз, вырастив троих детей. В 1986 году Данциг вернулся в Польшу впервые за три десятилетия и посетил лагерь смерти Освенцим, что подогрело его интерес к образованию о Холокосте и сложным польско-еврейским отношениям посткоммунистического периода.
В 1990 году он начал работать с Яд ва-Шем, готовя экскурсоводов, выбранных для сопровождения израильских групп во время их визитов в Польшу. Его работа в Яд ва-Шем также включала чтение лекций и встречи с преподавателями и студентами из Польши и Израиля. Данциг руководил программой для 120 израильских и польских школ, чтобы они могли встретиться во время израильских школьных поездок в Польшу. Он был давним партнером Института памяти мучеников и героев Холокоста Яд ва-Шем. С 1990 года он проводил курсы для гидов, заботящихся о группах израильтян, посещающих Польшу. Он также был сотрудником театра «Гродзские ворота — NN».

## Похищение ХАМАСом
7 октября 2023 года, в первый день вторжения ХАМАСа в Израиль, Данциг был похищен террористами ХАМАСа из кибуца Нир-Оз. Его сын, Мати Данциг, сказал, что последним сообщением Алекса Данцига было то, которое он отправил своему другому сыну, Ювалю Данцигу, примерно в 8:30 утра того же дня, в котором Данциг рассказал им о ситуации в кибуце. Сын и внуки Данцига пережили нападение, спрятавшись в собственном убежище. Его бывшая жена также выжила, держа руками дверь своего противоракетного убежища закрытой в течение семи часов, защищая себя и своих троих внуков.
В конце ноября 2023 года один из освобожденных заложников подтвердил, что Данциг жив. Сообщается, что он регулярно принимает лекарства и находится в добром здравии. Вызволенный заложник также заявил, что Данциг читает лекции по истории другим заложникам.
В Варшаве были нарисованы фрески с хэштегом «StandWithAlex» в рамках кампании с целью помощи его освобождения.

### Сообщения о смерти
10 марта 2024 года сообщения о смерти Данцига были распространены бригадами «Изз ад-Дин аль-Кассам», вооруженным крылом ХАМАСа; однако его смерть не была подтверждена израильскими силами или его семьей. Его сын сказал в интервью TVN, что он не поверил в новость о смерти своего отца. Он также добавил: «До недавнего времени я каждый день представлял себе, что, когда он снова обретёт свободу, я крепко обниму его. Я больше этого не делаю. Я не могу. Я знаю, что если он жив, его состояние может быть тяжелым. Он, возможно, не сможет ходить самостоятельно». Министерство иностранных дел Польши также опубликовало заявление о том, что на тот момент оно не смогло подтвердить заявления о смерти Данцига.
22 июля 2024 года Армия обороны Израиля сообщила, что Данциг был убит ранее в этом году, находясь в плену у ХАМАСа.

### Извлечение тела
20 августа 2024 года тела Данцига и других заложников Йорама Мецгера, Хаима Пери, Авраама Мундера (также из Нир Оза), Ягева Бухштава и Надава Попплуэлла (из кибуца Нирим) были извлечены из туннеля в Хан-Юнисе. 22 августа было объявлено, что в телах всех шести заложников были обнаружены пулевые ранения. Вероятно, заложники были застрелены их охранниками, чтобы помешать их спасению во время боев в Хан-Юнисе в начале года.

## Политические взгляды
Данциг описывал себя как социалиста. Он был убежденным сторонником кибуцев, которые он считал примером успешных социалистических общин. Комментируя свою жизнь в кибуцах, Данциг сказал: «Я могу жить мирной, хорошей, нормальной жизнью без какого-либо стресса. У меня есть все, что мне нужно, и у моих детей тоже есть все, что им нужно, потому что кибуц — это богатое общество, и оно может делиться поровну для всех, а не поровну до сантиметра, потому что это не суть».
Описываемый как «идеалистический кибуцник и социалист из плоти и крови», Данциг был противником национализма и был известен своей резкой критикой израильских правых, а также польских антиеврейских фобий. Данциг также участвовал в дебатах о религии, описывая её как «тайну, которую мы не можем разгадать, когда говорим о происхождении мира и человека». Данциг уважал Католическую церковь и был близким другом польского священника и теолога Альфреда Вежбицкого.

## Отображения в СМИ
В 1999 году был снят биографический документальный фильм, посвящённый Алексу Данцигу, под названием «Читая Сенкевича в пустыне Негев». Режиссёром фильма был Кшиштоф Буковски, фильм получил специальную премию «Бронзовый конек» на Национальном фестивале короткометражных фильмов в Кракове в 2000 году.
В 2012 году был опубликован репортаж Марты Ребзды на Польском радио, посвящённый Алексу Данцигу, под названием «Двойная идентичность».
В 2014 году Театральный центр «Grodzka Gate — NN» опубликовал второй том серии «Рассказы из ворот» под названием «Данциг» (Люблин, ISBN 978-83-61064-57-2), содержащий стенограмму интервью с Алексом Данцигом, записанных в рамках Программы устной истории.

## Награды
В 2013 году глава Фонда Полкула наградил его премией Евдоксии Раковской за «многолетнюю деятельность по историческому образованию израильской и польской молодежи». В 2023 году, когда он был заложником ХАМАСа, Польским советом христиан и иудеев ему было присвоено звание «Человек примирения».
Данциг получил несколько наград, в том числе премию Национальной комиссии по образованию — высшую награду Министерства образования Польши — и Серебряный крест за заслуги от тогдашнего президента Польши Леха Качиньского. В 2024 году он получил специальную премию «Орел Яна Карского».